# Шмальц, Ник
Ник Шмальц (англ. Nick Schmaltz; род. 17 октября 1996, Мадисон, Висконсин, США) — американский профессиональный хоккеист, центральный нападающий клуба НХЛ «Юта Маммот».

## Карьера
В преддверии драфта НХЛ 2014 года Центральное скаутское бюро НХЛ поставило Шмальца на 19-е место в рейтинге среди полевых игроков, играющих в североамериканских лигах. С 2012 по 2014 года он играл в USHL за команду «Грин-Бей Гэмблерс», где в сезоне 2012/13 вошёл в символическую сборную новичков лиги. В 2016 году он в составе университетской команды Северной Дакоты выиграл чемпионат NCHC.
16 июня 2016 года Ник подписал трёхлетний контракт новичка с клубом «Чикаго Блэкхокс», который выбрал его на драфте 2014 года в 1-м раунде под общим 20-м номером.
12 октября 2016 года Шмальц дебютировал в НХЛ в матче против команды «Сент-Луис Блюз». 15 октября 2016 года он забил свой первый гол в карьере НХЛ в ворота Марека Мазанеца из «Нэшвилл Предаторз». 4 декабря 2016 года «Блэкхокс» отправили Ника в АХЛ, после того как он набрал всего лишь 4 очка в 26 играх. Он был вызван обратно в состав «Чикаго» 14 января 2017 года, после чего набрал 24 очка в 35 играх.
25 ноября 2018 года «Чикаго» обменяли Шмальца в «Аризона Койотис» на Брендана Перлини и Дилана Строума.
30 марта 2019 года Шмальц подписал контракт с «койотами» на 7 лет и 41 млн долларов.